# Pranali Ghogare
Pranali Ghogare (Hindi प्रणाली घोगरे; * 5. Oktober 1995) ist eine indische Schauspielerin.

## Leben und Karriere
Ghogare wurde am 5. Oktober 1995 geboren. Ihr Debüt gab sie 2014 in der Fernsehserie Mere Rang Mein Rangne Waali. Anschließend war sie 2016 in dem Kurzfilm Guddu Engineer zu sehen. 2018 wurde sie für den Film Ranangan gecastet. Im selben Jahr trat Ghogare in der Serie Chandragupta Maurya auf. Unter anderem spielte sie 2019 in Rajaa Betaa mit. 2022 bekam sie eine Rolle in Human.

## Filmografie
Filme
- 2016: Guddu Engineer
- 2018: Ranangan
- 2018: Manchukurisevelalo
- 2019: Fastey Fasaatey
- 2023: Ariyavan
- 2023: The Kerala Story

Serien
- 2014–2015: Mere Rang Mein Rangne Waali
- 2018: Chandragupta Maurya
- 2019: Rajaa Betaa
- 2022: Human